# L'Ultime Combat (film)
Pour les articles homonymes, voir L'Ultime Combat.
Pour plus de détails, voir Fiche technique et Distribution.
L'Ultime Combat (Jawbone) est un film britannique réalisé par Thomas Napper et sorti en 2017.

## Fiche technique
- Titre : L'Ultime Combat
- Titre original : Jawbone
- Réalisation : Thomas Napper
- Scénario : Johnny Harris
- Photographie : Tat Radcliffe
- Montage : David Charap
- Décors : Nick Palmer
- Costumes : Guy Speranza
- Sociétés de production : EMU Films - Revolution Films
- Pays d'origine :  Royaume-Uni
- Langue originale : anglais
- Format : couleurs - 35 mm
- Genre : Drame
- Durée : 91 minutes
- Date de sortie : Royaume-Uni - 12 mai 2017[1]

## Distribution
- Ian McShane : Joe Padgett
- Ray Winstone : William Carney
- Michael Smiley : Eddie
- Johnny Harris : Jimmy McCabe
- Haqi Ali : Passerby
- Anna Wilson-Hall : Mary

## Nominations
- British Independent Film Awards 2017 
  - Best Debut Director
  - Best Cinematography
  - Best Editing
  - Best Music
  - Best Sound
  - Debut Screenwriter
  - Best Actor

- BAFTA Awards 2018 : Outstanding Debut by a British Writer